# Années 720 av. J.-C.
Les années 720 av. J.-C. couvrent les années de 729 av. J.-C. à 720 av. J.-C.

## Événements

### Asie

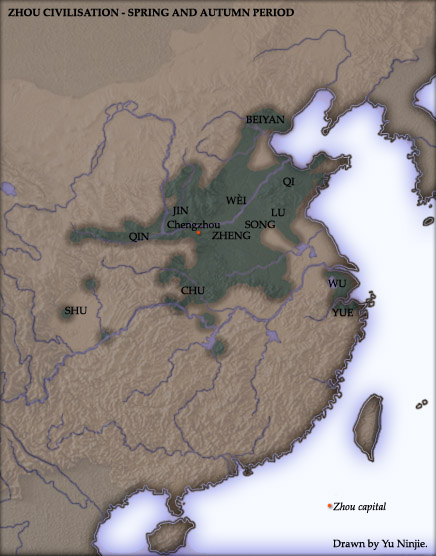
Chine, période des Printemps et des Automnes. Pendant des générations, les rois Zhou ont confié des portions de leur territoire à leurs parents, à leurs ministres, à leurs généraux ou à leurs alliés en tant que seigneurs féodaux : gong (duc), hou (marquis), bo (comte), zu (vicomte) et nam (baron). Des querelles éclatent au sein de cette aristocratie, entraînant intrigues et luttes pour le pouvoir.

- 722-481 av. J.-C. : en Chine, période des Hégémons ou « Printemps et Automnes »[1]. Cent dix États Zhou sur 170 seront peu à peu absorbés par leurs voisins jusqu’à ce qu’il ne reste que sept grandes entités et quelques petits royaumes.

### Proche-Orient
- Vers 730-729 av J.C. : règne de Mattan II, roi de Tyr[2].
- Vers 729-694 av J.C. : règne de Elulaios, roi de Tyr[2].
- 729 av. J.-C. : Téglath-Phalasar III, roi d'Assyrie, prend la ville de Babylone. L’usurpateur Ukîn-zêr et son fils sont tués. Téglath-Phalasar se fait couronner roi de Babylone sous le nom de Poulou. 150 000 personnes sont déplacées de Babylonie en Assyrie[3].
- Vers 728-675 av. J.-C. : règne de Déjocès (Daioukkou), roi des Mèdes[3]. Selon Hérodote, pour s’opposer à l’impérialisme assyrien, les principautés mèdes indépendantes se rassemblent sous l’autorité d’un chef unique, Deiocès.
- 727 av. J.-C. : le pharaon Tefnakht fonde la XXIVe dynastie saïte. Il règne jusque vers 720 av. J.-C.[4]. Tefnakht, prince de Saïs, réussit à coaliser les autres principautés du delta du Nil, puis lance ses armées sur Thèbes pour réunifier l’Empire morcelé. Le roi nubien Peyé intervient à l’appel des thébains. Il mène une brillante campagne jusqu’à Hérakléopolis et Memphis, obtient la soumission des coalisés, hormis celle de Tefnakht qui s’était réfugié au nord. Peyé se rend maître du pays entier après avoir vaincu Osorkon IV, dernier prétendant au trône. Il finit par obtenir une soumission de principe de Tefnakht, qui dès le départ du Kouchite reprend une indépendance proclamée[5].
- 726-722 av. J.-C. : règne de Salmanazar V, roi d’Assyrie et de Babylone, sous le nom d’Ululaï. Il annexe la Cilicie, puis guerroie en Phénicie et en Canaan où le roi d’Israël Osée s’est révolté et cesse de verser le tribut à la mort de Teglath-Phalasar III[3].
- 724 av. J.-C. : les Assyriens assiègent Samarie pendant trois ans et Tyr pendant cinq ans[6].
- 722 av. J.-C. :
  - Salmanazar V prend Samarie après trois ans de siège et en déporte la population en Mésopotamie (27 290 personnes, selon la tradition). Elle est remplacée par des colons babyloniens et araméens, qui seront méprisés par les Juifs. Le roi d’Israël Osée est emmené en prison. Le royaume d'Israël est anéanti[6],[7].
  - Salmanazar V est détrôné par Sargon II. Les troubles en Assyrie à son avènement (722/720) empêchent Sargon de se rendre à Babylone pour s’y faire couronner. Marduk-apla-iddina (Merodach-Baladan), chef des Chaldéens du Bît Iakîn en profite pour se faire élire roi de Babylone et s’allie avec le roi d’Élam Humban-nikash.
- 19 mars 721 av. J.-C. : éclipse lunaire observée à Babylone[8].

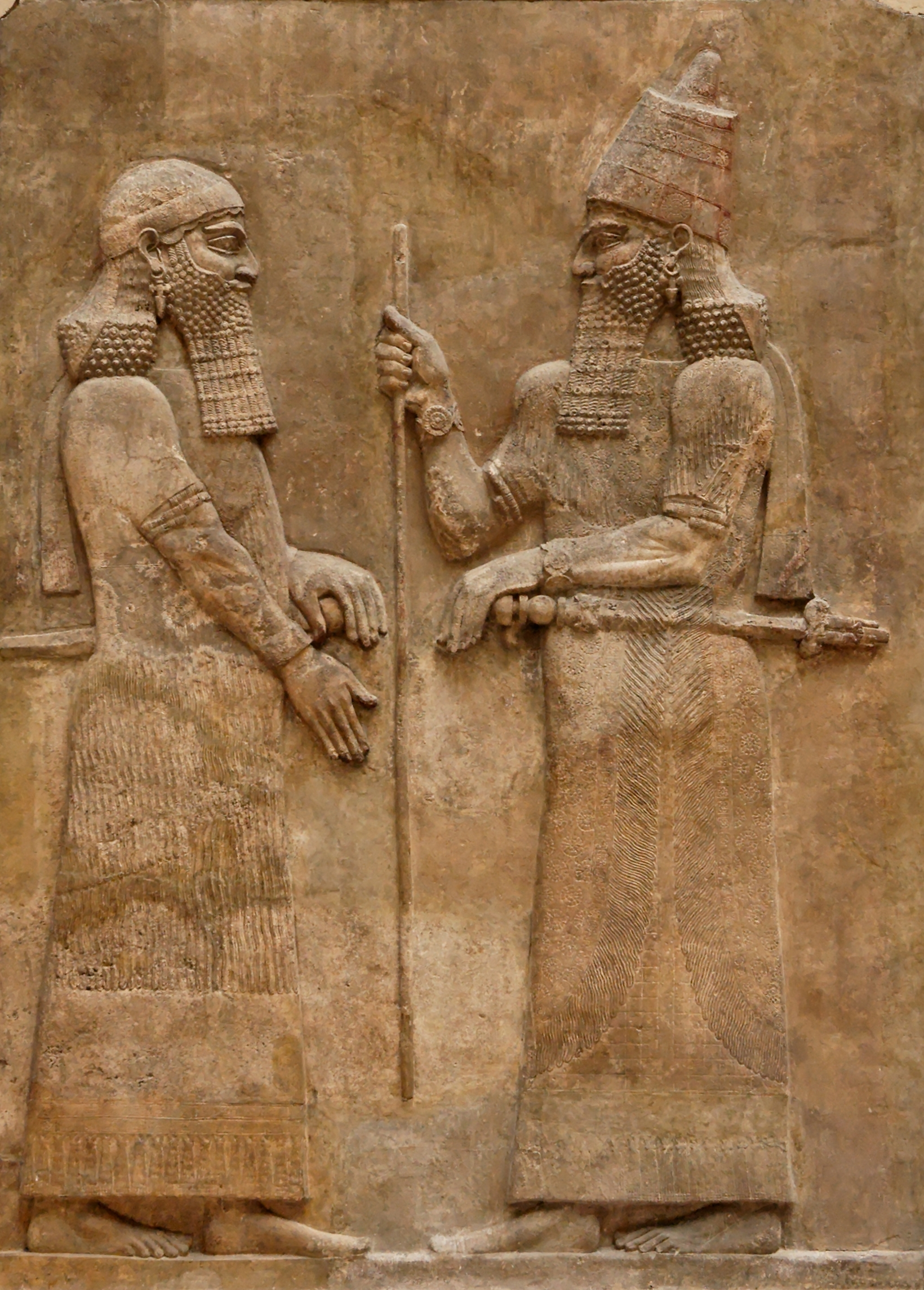
Sargon II et un haut dignitaire.
Bas-relief du palais de Dur-Sharrukin

- 721-705 av. J.-C. : règne de Sargon II, roi d’Assyrie[3].
- 721-710 av. J.-C. : premier règne de Merodach-Baladan II, roi de Babylone[3].
- 8-9 mars et 1er septembre 720 av. J.-C. : éclipses lunaires observées à Babylone[8].
- 720 av. J.-C. :
  - soulèvement de la Babylonie contre les Assyriens. Sargon marche contre Babylone mais est mis en échec près de Dêr par le roi d’Élam[3].
  - conquête de la Cilicie et de la Syrie par Sargon II, roi d’Assyrie ; en Syrie, Ilu-bi’di, roi de Hama, fait sécession, en tentant d’entraîner avec lui les gouverneurs de quatre provinces, dont Arpad et Damas. Le roi de Gaza Hanuna, appuyé par les Égyptiens, se révolte également. Sargon écrase Ilu-bi’di à Qarqar, incorpore Hama à l’empire et y envoie les Assyriens rebelles. Ilu-bi’di est capturé et écorché vif. À Raphia, Hanuna est pris et le général Égyptien Sib’e s’enfuit[3].

### Europe

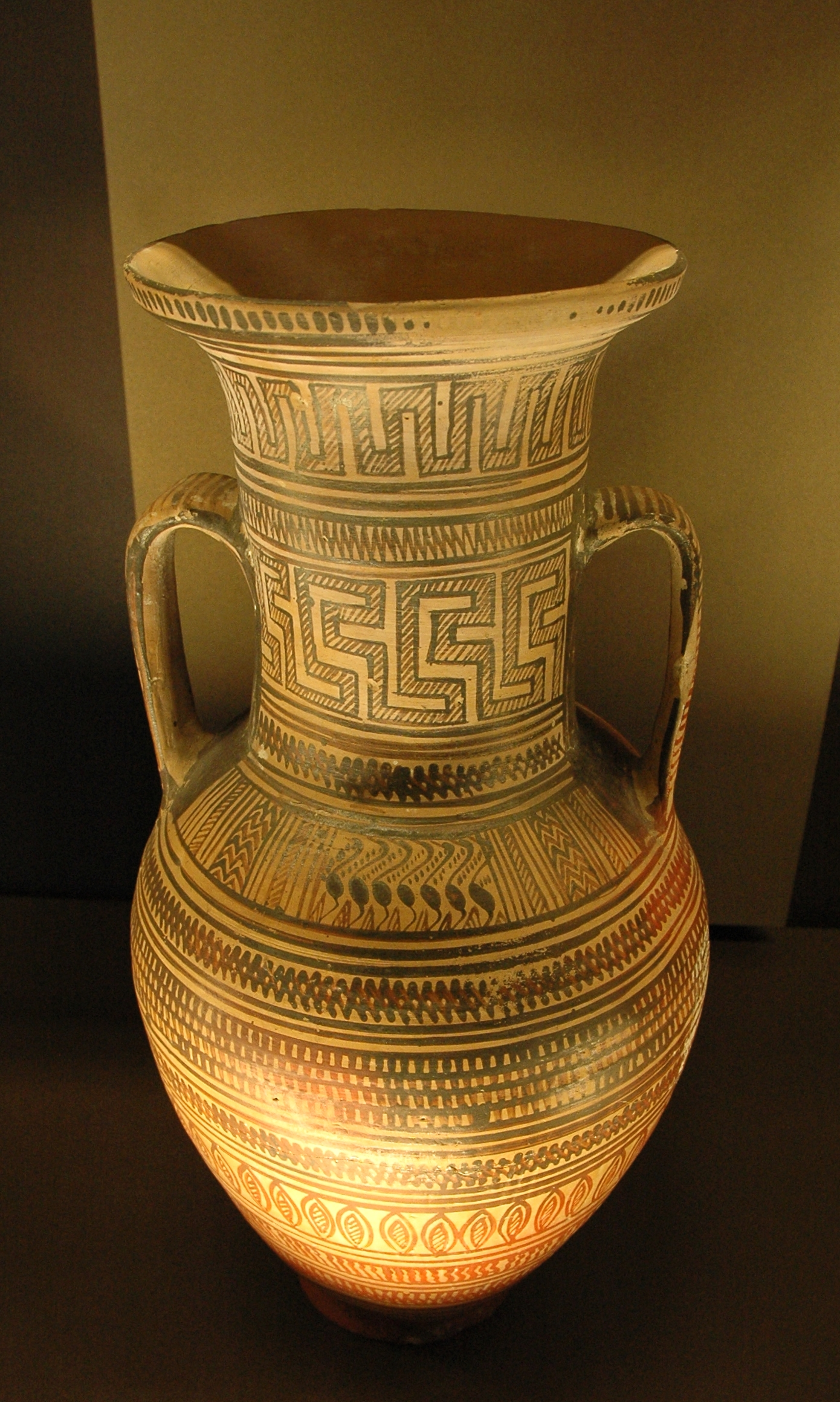
Amphore attique, v. 725-700 av. J.-C., musée du Louvre

- 729 av. J.-C. : selon Thucydide, les Chalcidiens de Naxos fondent Catane (vers 750 av. J.-C. selon l'archéologie[9]) et Leontinoi (750-730 av. J.-C. selon l'archéologie[10]) en Sicile[11].
- Vers 729-678 av. J.-C. : règne de Perdiccas Ier, roi de Macédoine, selon Hérodote[12]. Venu d’Argos, Perdiccas instaure la royauté et fonde la dynastie des Argéades en Macédoine[13].
- 728 av. J.-C. : des colons venus de Mégare fondent Megara Hyblaea en Sicile (selon Thucydide)[14].
- 728-720 av. J.-C. : abolition de la royauté à Thèbes.
- 724 av. J.-C. : le diaulos, course pédestre du double stade (environ 384,5 m), fait son apparition au programme des Jeux olympiques. Hypenos de Pise remporte le premier titre olympique de cette discipline[15].
- 723 av. J.-C. : des colons Messéniens conduits par Alcidamidas s’installent à Rhêgion (Reggio de Calabre)[16].
- 720 av. J.-C. : création de la course de fond (7 à 24 stades) aux jeux olympiques. Elle est remportée par Akhantos de Lacédémonie[15].

- Vers 720 av. J.-C. : tombe à la cuirasse d’Argos, qui donne l’image d’un état encore dirigé par une élite militaire[17].
- Vers 720 av. J.-C. : fondation de Sybaris par des colons achéens.